# Schistura kaysonei
Schistura kaysonei är en fiskart som beskrevs av Chavalit Vidthayanon och Jaruthanin 2002. Schistura kaysonei ingår i släktet Schistura och familjen grönlingsfiskar. IUCN kategoriserar arten globalt som sårbar. Inga underarter finns listade i Catalogue of Life.